# Achelia watamu
Achelia watamu là một loài nhện biển trong họ Ammotheidae. Loài này thuộc chi Achelia. Achelia watamu được miêu tả khoa học năm 1990 bởi Müller.